# Regi ai Țărilor de Jos
Această pagină este o listă a monarhilor Țărilor de Jos de la înființarea statului în 1815.

## Casa de Orania-Nassau
| Portret | Nume                                                          | Data nașterii     | Data decesului    | Monarh din        | Monarh până       |
| ------- | ------------------------------------------------------------- | ----------------- | ----------------- | ----------------- | ----------------- |
|         | Willem I Willem Frederik (Prințul Willem al VI-lea de Orania) | 24 august 1772    | 12 decembrie 1843 | 15 martie 1815    | 7 octombrie 1840  |
|         | William al II-lea Willem Frederik George Lodewijk             | 6 decembrie 1792  | 17 martie 1849    | 7 octombrie 1840  | 17 martie 1849    |
|         | William al III-lea Willem Alexander Paul Frederik Lodewijk    | 17 februarie 1817 | 23 noiembrie 1890 | 17 martie 1849    | 23 noiembrie 1890 |
|         | Wilhelmina Wilhelmina Helena Pauline Marie                    | 31 august 1880    | 28 noiembrie 1962 | 23 noiembrie 1890 | 4 septembrie 1948 |
|         | Juliana Juliana Emma Louise Marie Wilhelmina                  | 30 aprilie 1909   | 20 martie 2004    | 4 septembrie 1948 | 30 aprilie 1980   |
|         | Beatrix Beatrix Wilhelmina Armgard                            | 31 ianuarie 1938  |                   | 30 aprilie 1980   | 30 aprilie 2013   |
|         | Willem-Alexander Willem-Alexander Claus George Ferdinand      | 27 aprilie 1967   |                   | 30 aprilie 2013   |                   |